# 徽墨
徽墨，是中國傳統墨中最富盛名的一種，因其主要產地徽州府而得名，為知名文房四寶之一。
徽墨發源於晚唐年間，時值戰亂，大批良匠南下避禍，易州製墨能手奚超父子定居歙州。二人利用皖南特產的松樹原料，改進工藝，終於製成良墨。其子廷珪被南唐後主李煜賞識，賜姓為李。自此李廷珪成為製墨宗師，所製徽墨在宋代就已經極為難得，稱「新安香墨」。清代乾隆皇帝將世傳的李廷圭墨在墨雲室珍藏，現存台北國立故宮博物院。
徽墨为中国地理标志产品，产地范围为安徽省黄山市歙县、休宁县、祁门县、黟县、屯溪区、徽州区、黄山区汤口镇、宣城市绩溪县共8个区县镇现辖行政区域。